# Székelyföldvári castrum
A székelyföldvári castrum műemlék Romániában, Fehér megyében. A romániai műemlékek jegyzékében az AB-I-s-B-00062 sorszámon szerepel.